# (24988) Alainmilsztajn
(24988) Alainmilsztajn est un astéroïde de la ceinture principale.

## Description
(24988) Alainmilsztajn est un astéroïde de la ceinture principale. Il fut découvert le 19 juin 1998 à Caussols par le programme ODAS. Il présente une orbite caractérisée par un demi-grand axe de 2,41 UA, une excentricité de 0,14 et une inclinaison de 4,7° par rapport à l'écliptique.

## Compléments